# 狸桥镇
狸桥镇，是中华人民共和国安徽省宣城市宣州区下辖的一个乡镇级行政单位。

## 行政区划
狸桥镇下辖以下地区：
狸桥社区、慈溪村、昝村、南湖村、金云村、蒋山村、长山村、东阳村、山湖村、宝塔村、卫东村、东云村和金凤村。